# Volley Modène
Maillots
Le club de volley-ball féminin de Modène (qui a changé plusieurs fois de nom en raison de changements de sponsor principal) a évolué pendant plusieurs années au plus haut niveau national (Serie A1). Au terme de la saison 2004-2005, après avoir été rétrogradé en division inférieure, le club a mis fin à son activité.

## Historique
- Circolo Cabassi (1959–1969)
- Coma Modena (1969–1982)
- Civ&Civ Modena (1982–1989)
- Cemar Modena (1989–1990)
- Occhi Verdi Modena (1990–1991)
- Isola Verde Modena (1991–1994)
- Anthesis Modena (1994–1997)
- Omnitel Modena (1997–1999)
- Phone Limited Modena (1999–2000)
- Edison Volley Modena (2000–2002)
- Volley Modena (2002–2005)

## Palmarès
- Championnat d'Italie
  - Vainqueur : 2000.
  - Finaliste : 1965, 1975, 1986, 1987, 1988, 1994, 1995, 1996, 1997.
- Coppa Italia
  - Vainqueur : 1990, 2002
  - Finaliste : 1994, 1996, 1997, 2000.
- Supercoupe d'Italie
  - Vainqueur : 2002.
  - Finaliste : 1996, 1997, 2000.
- Ligue des champions
  - Vainqueur :2001
- Coupe des Coupes
  - Vainqueur : 1995, 1996, 1997
  - Finaliste : 1988.
- Coupe de la CEV
  - Vainqueur : 1987, 2002.
  - Finaliste : 1984, 1992.
- Supercoupe d'Europe
  - Vainqueur : 1996.

## Effectifs

### Saison 2004-2005 (Dernière équipe)
Entraîneur : Roberto Lobietti  Italie
| No  | Nom                  | Date de Naissance | Taille | Poids | Nationalité            | Poste                     |
| --- | -------------------- | ----------------- | ------ | ----- | ---------------------- | ------------------------- |
| 1.  | Micaela Ivon Vogel   | 12 janvier 1984   | 186    |       | Argentine              | Réceptionneuse-attaquante |
| 2.  | Tonia Mezzapesa      | 8 janvier 1985    | 184    |       | Italie                 | Passeuse                  |
| 4.  | Atika Bouagaa        | 25 mai 1982       | 181    | 69    | Allemagne              | Réceptionneuse-attaquante |
| 5.  | Mariola Barbachowska | 3 juillet 1982    | 175    | 65    | Pologne                | Libero                    |
| 7.  | Yudelkys Bautista    | 5 décembre 1974   | 193    | 68    | République dominicaine | Centrale                  |
| 8.  | Iveta Mikusova       | 7 août 1969       | 183    |       | Slovaquie              | Centrale                  |
| 9.  | Brigitte Soucy       | 11 octobre 1972   | 181    |       | Canada                 | Réceptionneuse-attaquante |
| 10. | Diana Ramona Marc    | 17 août 1979      | 183    |       | Roumanie               | Réceptionneuse-attaquante |
| 11. | Kamila Fratczak      | 25 novembre 1979  | 191    | 72    | Pologne                | Réceptionneuse-attaquante |
| 12. | Francesca Ferretti   | 15 février 1984   | 180    | 70    | Italie                 | Passeuse                  |
| 15. | Cinzia Benedetti     | 28 avril 1976     | 184    |       | Italie                 | Centrale                  |
| 16. | Judith Sylvester     | 13 octobre 1977   | 192    |       | Allemagne              | Réceptionneuse-attaquante |

## Joueuses majeures
| - Mariola Zenik Pologne - Francesca Ferretti Italie - Stacy Sykora États-Unis - Heather Bown États-Unis - Hanka Pachale Allemagne - Angelina Grün Allemagne - Iryna Zhukova Ukraine - Manuela Leggeri Italie | - Antonina Zetova Bulgarie - Barbara Jelic Croatie - Keba Phipps États-Unis - Neli Marinova Bulgarie - Francien Huurman Pays-Bas - Virginie De Carne Belgique - Magaly Carvajal Cuba | - Elisa Togut Italie - Regla Torres Cuba - Francesca Piccinini Italie - Gabriela Pérez del Solar Pérou - Irina Kirillova Russie - Darina Mifkova Italie - Henriette Weersing Pays-Bas |